# Brusselse gewestverkiezingen 2009/Kandidatenlijst/CD&V
Dit is de kandidatenlijst van de CD&V voor de Brusselse gewestverkiezingen van 2009. De verkozenen staan vetgedrukt.

## Effectieven
1. Steven Vanackere
2. Brigitte Grouwels
3. Walter Vandenbossche
4. Monia Bensaoud
5. Stefaan De Corte
6. Marina Dehing-Van den Broeck
7. Peter Decabooter
8. Mükremin Sögüt
9. Diana De Greef-De Neef
10. Ingrid Haelvoet
11. Isabelle Van Vreckem
12. Joris Poschet
13. Bibiane Mokeni-Sanato
14. Mohammed Abdennahi
15. Cecilia De Wulf-Roux
16. Jean De Hertog
17. Georges De Smul

### Opvolgers
1. Brigitte De Pauw
2. Paul Delva
3. Bianca Debaets
4. Vincent Riga
5. Anne Mertens
6. Pierre Kayinga Anzadi
7. Linde De Corte
8. Helmut De Vos
9. Git Ceulemans
10. Roland Van Den Eynde
11. Jeanne Taelman
12. Hedwige Parrein
13. Gertie Lindemans
14. Abderrahim Nmiyesse
15. Georges Gilis
16. Jos Chabert